# Henry Andrews (CSI)
Henry Andrews is een personage uit de Amerikaanse televisieserie CSI: Crime Scene Investigation. Hij wordt gespeeld door Jon Wellner.

## Biografie
Henry is de toxicologisch specialist van het forensisch laboratorium van Las Vegas. Hij houdt zich voornamelijk bezig met het identificeren van giftige stoffen. Hij heeft een indrukwekkende kennis van de dodelijke en schadelijke stoffen. Hij vertoont voortdurend een grote kennis van de giftige eigenschappen en effecten van stoffen.
Hij werkte aanvankelijk voor de dagploeg (zoals hij vertelt in de aflevering Iced), maar werd door Ecklie voortdurend verplaatst. Later verwierf hij een vastere plaats in de nachtploeg. In de aflevering Lab Rats heeft hij een prominente rol en is hij een aanzienlijke tijd in beeld, in tegenstelling tot zijn eerdere, vaak kortstondige optredens. Er wordt verondersteld, dat David Hodges een groot deel van Henry's persoonlijke leven kent, zoals de dialoog hieronder doet vermoeden.
Henry: Ik heb een hoop werk te doen.
Hodges: Je bedoelt IMing je IJslandse penvriendin die denkt dat je eruitziet als Warrick Brown omdat je zijn foto hebt gepost?
Henry: Hoe ...?
Hodges: Ik weet het gewoon.
Henry is ongehuwd. Hij biedt als grapje aan om met collega-laborant en vingerafdrukkenanalist Mandy Webster te trouwen. Hij heeft verteld dat zijn grootmoeder in een bejaardentehuis in Boca Raton in Florida woont.
Henry is intelligent, vriendelijk en goedhartig. In sommige gevallen lijkt hij hooggespannen. Hij is analytisch en kan informatie goed interpreteren, wat hem helpt de juiste conclusies te trekken en de facetten van de menselijke natuur te begrijpen.
Hij probeert een date met collega-laborant Wendy Simms te krijgen, maar Hodges probeert dit te verhinderen door zijn auto te saboteren. Wanneer Henry naar de kleedkamer gaat, blijft hij aan zijn bagagekluisje vastplakken, waar hij Hodges eveneens van beschuldigd, hoewel Wendy de echte schuldige blijkt te zijn. Wendy dacht dat ze Henry wel leuk vond, maar realiseerde zich dat Hodges degene is die ze wilde. Daarom lijmde ze Henry aan zijn kluisje vast, zodat deze de date zou afzeggen. Wendy wil bekennen dat zij de lijm op het kluisje heeft gesmeerd, maar Hodges besluit de schuld om zich te nemen, wat Wendy doet beseffen dat Hodges echt de ware voor haar is.